# Mistrovství světa v badmintonu
Mistrovství světa v badmintonu (IBF World Championships nebo World Badminton Championships) je turnaj organizovaný Mezinárodní federací badmintonu (Badminton World Federation) (BWF).
První turnaj se uskutečnil v roce 1977 až do roku 1983 organizovaný, každé tři roky. Počínaje rokem 1985, je turnaj organizován ob rok. Od roku 2006, je mistr světa vyhlašován každý rok. Výjimku tvořil rok 2008, kdy byly letní olympijské hry.

## Přehled světových šampionátů
| Poř. | Rok     | Město        | Země      |
| ---- | ------- | ------------ | --------- |
| 1.   | MS 1977 | Malmö        | Švédsko   |
| 2.   | MS 1980 | Jakarta      | Indonésie |
| 3.   | MS 1983 | Kodaň        | Dánsko    |
| 4.   | MS 1985 | Calgary      | Kanada    |
| 5.   | MS 1987 | Peking       | Čína      |
| 6.   | MS 1989 | Jakarta      | Indonésie |
| 7.   | MS 1991 | Kodaň        | Dánsko    |
| 8.   | MS 1993 | Birmingham   | Anglie    |
| 9.   | MS 1995 | Lausanne     | Švýcarsko |
| 10.  | MS 1997 | Glasgow      | Skotsko   |
| 11.  | MS 1999 | Kodaň        | Dánsko    |
| 12.  | MS 2001 | Sevilla      | Španělsko |
| 13.  | MS 2003 | Birmingham   | Anglie    |
| 14.  | MS 2005 | Anaheim      | USA       |
| 15.  | MS 2006 | Madrid       | Španělsko |
| 16.  | MS 2007 | Kuala Lumpur | Malajsie  |
| 17.  | MS 2009 | Hajdarábád   | Indie     |
| 18.  | MS 2010 | Paříž        | Francie   |
| 19.  | MS 2011 | Londýn       | Anglie    |
| 20.  | MS 2013 | Kanton       | Čína      |
| 21.  | MS 2014 | Kodaň        | Dánsko    |
| 22.  | MS 2015 | Jakarta      | Indonésie |
| 23.  | MS 2017 | Glasgow      | Skotsko   |
| 24.  | MS 2018 | Nanking      | Čína      |
| 25.  | MS 2019 | Basilej      | Švýcarsko |

## Přehled medailí
| Pos | Stát        | Zlatá | Stříbrná | Bronzová | Celkem |
| --- | ----------- | ----- | -------- | -------- | ------ |
| 1   | Čína        | 36    | 26       | 42       | 105    |
| 2   | Indonésie   | 16    | 14       | 24       | 55     |
| 3   | Dánsko      | 9     | 11       | 30       | 50     |
| 4   | Jižní Korea | 9     | 8        | 18       | 35     |
| 5   | Anglie      | 3     | 8        | 12       | 23     |
| 6   | Švédsko     | 2     | 2        | 5        | 8      |
| 7   | Japonsko    | 1     | 0        | 3        | 4      |
| 8   | USA         | 1     | 0        | 0        | 1      |
| 9   | Malajsie    | 0     | 4        | 7        | 11     |
| 10  | Nizozemsko  | 0     | 1        | 1        | 2      |
| 11  | Tchaj-wan   | 0     | 1        | 1        | 2      |
| 12  | Německo     | 0     | 0        | 3        | 3      |
| 13  | Thajsko     | 0     | 0        | 2        | 2      |
| 14  | Skotsko     | 0     | 0        | 1        | 1      |
| 15  | Nový Zéland | 0     | 0        | 1        | 1      |

### Muži dvouhra
| Stát      | 77 | 80 | 83 | 85 | 87 | 89 | 91 | 93 | 95 | 97 | 99 | 01 | 03 | 05 | 06 | Celkem |
| --------- | -- | -- | -- | -- | -- | -- | -- | -- | -- | -- | -- | -- | -- | -- | -- | ------ |
| Čína      |    |    |    | X  | X  | X  | X  |    |    |    | X  |    | X  |    | X  | 7      |
| Indonésie |    | X  | X  |    |    |    |    | X  | X  |    |    | X  |    | X  |    | 6      |
| Dánsko    | X  |    |    |    |    |    |    |    |    | X  |    |    |    |    |    | 2      |

### Ženy dvouhra
| Stát      | 77 | 80 | 83 | 85 | 87 | 89 | 91 | 93 | 95 | 97 | 99 | 01 | 03 | 05 | 06 | Celkem |
| --------- | -- | -- | -- | -- | -- | -- | -- | -- | -- | -- | -- | -- | -- | -- | -- | ------ |
| Čína      |    |    | X  | X  | X  | X  | X  |    | X  | X  |    | X  | X  | X  | X  | 11     |
| Dánsko    | X  |    |    |    |    |    |    |    |    |    | X  |    |    |    |    | 2      |
| Indonésie |    | X  |    |    |    |    |    | X  |    |    |    |    |    |    |    | 2      |

### Muži čtyřhra
| Stát        | 77 | 80 | 83 | 85 | 87 | 89 | 91 | 93 | 95 | 97 | 99 | 01 | 03 | 05 | 06 | Celkem |
| ----------- | -- | -- | -- | -- | -- | -- | -- | -- | -- | -- | -- | -- | -- | -- | -- | ------ |
| Indonésie   | X  | X  |    |    |    |    |    | X  | X  | X  |    | X  |    |    |    | 6      |
| Jižní Korea |    |    |    | X  |    |    | X  |    |    |    | X  |    |    |    |    | 3      |
| Čína        |    |    |    |    | X  | X  |    |    |    |    |    |    |    |    | X  | 3      |
| Dánsko      |    |    | X  |    |    |    |    |    |    |    |    |    | X  |    |    | 2      |
| USA         |    |    |    |    |    |    |    |    |    |    |    |    |    | X  |    | 1      |

### Ženy čtyřhra
| Stát        | 77 | 80 | 83 | 85 | 87 | 89 | 91 | 93 | 95 | 97 | 99 | 01 | 03 | 05 | 06 | Celkem |
| ----------- | -- | -- | -- | -- | -- | -- | -- | -- | -- | -- | -- | -- | -- | -- | -- | ------ |
| Čína        |    |    | X  | X  | X  | X  | X  | X  |    | X  | X  | X  | X  | X  | X  | 12     |
| Anglie      |    | X  |    |    |    |    |    |    |    |    |    |    |    |    |    | 1      |
| Japonsko    | X  |    |    |    |    |    |    |    |    |    |    |    |    |    |    | 1      |
| Jižní Korea |    |    |    |    |    |    |    |    | X  |    |    |    |    |    |    | 1      |

### Smíšená čtyřhra
| Stát        | 77 | 80 | 83 | 85 | 87 | 89 | 91 | 93 | 95 | 97 | 99 | 01 | 03 | 05 | 06 | Celkem |
| ----------- | -- | -- | -- | -- | -- | -- | -- | -- | -- | -- | -- | -- | -- | -- | -- | ------ |
| Jižní Korea |    |    |    | X  |    | X  | X  |    |    |    | X  |    | X  |    |    | 5      |
| Dánsko      | X  |    |    |    |    |    |    | X  | X  |    |    |    |    |    |    | 3      |
| Čína        |    |    |    |    | X  |    |    |    |    | X  |    | X  |    |    |    | 3      |
| Anglie      |    |    | X  |    |    |    |    |    |    |    |    |    |    |    | X  | 2      |
| Indonésie   |    | X  |    |    |    |    |    |    |    |    |    |    |    | X  |    | 2      |
| Švédsko     |    |    | X  |    |    |    |    | X  |    |    |    |    |    |    |    | 2      |